# René Dary
René Dary (polgári nevén: Anatole Antoine Clément Mary; Párizs, 1905. július 18. – 1974. október 7., Plan-de-Cuques, Bouches-du-Rhône megye) francia színész.

## Élete
Apja, Abélard ismert kabarészínész, komikus volt.
A némafilm aranykorában gyermekszínészként játszott Louis Feuillade Bébé rövidfilm sorozatának címszerepében több mint nyolcvan epizódjában 1910 és 14 között. De Feuillade több filmjében is szerepelt.
1916-tól 1919-ig színházban is játszott Lucien Guitry társulatával, majd ezt követően apjának segített párizsi filmszínházuk vezetésében.
A harmincas években Kid René néven lett ismert ökölvívó, majd René Duclos néven musical színész, és játszott operettekben is.
1934 és 1937 között a párizsi Bouffes-Parisiens Színház tagja volt.
1934-től kezdett újra filmezni. Első nagy sikerét Nestor Burma szerepében a Gare utca 120. (120, rue de la Gare, rendezte : Jacques Daniel-Norman, 1946) című filmben aratta. A francia filmművészet legnagyobb alakjaival szerepelt. Emlékezetes alakítása volt Henri Ducros szerepében Az utolsó akció (Touchez pas au grisbi) című filmben Jeanne Moreau, Jean Gabin és Lino Ventura mellett.
A magyar nézők azonban leginkább Ménardier felügyelőként emlékeznek rá a Belphegor, avagy a Louvre fantomja (Belphégor ou le Fantôme du Louvre) című tévéfilmsorozatból.
Egyik tipikus képviselője volt a kis morcos, morgós francia férfi típusának, akinek mindemellett együttérző, meleg szíve van.
1947-ben jelent meg egyetlen regénye Express 407 címmel.

## Magyarországon bemutatott filmjei
- 1936 – Helén doktorkisasszony (Hélène) – Marcel
- 1938 – Vágyakozás (Nostalgie) – Kapitány
- 1940 – Dalol az éjszaka (Moulin Rouge) – Lequérec
- 1954 – Az utolsó akció (Touchez pas au grisbi) – Henri Ducros
- 1965 – Belphegor, avagy a Louvre fantomja (Belphégor ou le Fantôme du Louvre) – René Ménardier felügyelő (tévéfilmsorozat)
- 1967 – A hivatás kockázata (Les risques du métier) – Beaudoin úr, a polgármester
- 1968 – Baal lovagjai (Les Compagnons de Baal) – Lefranc felügyelő (tévéfilmsorozat)
- 1969 – Goto, a szerelem szigete (Goto, l'île d'amour) – Gomor
- 1972 – Tisztes úriház (Pot-Bouille) – Bachelard (tévéfilmsorozat)